# Hiệp hội các liên đoàn bóng đá Azerbaijan
Hiệp hội các liên đoàn bóng đá Azerbaijan (tiếng Azerbaijani: Azərbaycan Futbol Federasiyaları Assosiasiyası) là tổ chức quản lý, điều hành các hoạt động bóng đá ở Azerbaijan. Hiệp hội quản lý đội tuyển bóng đá quốc gia Azerbaijan, tổ chức các giải bóng đá như vô địch quốc gia và cúp quốc gia. Hiệp hội bóng đá Azerbaijan gia nhập FIFA và UEFA cùng năm 1994.